# Rosa Choetor Extreme Park

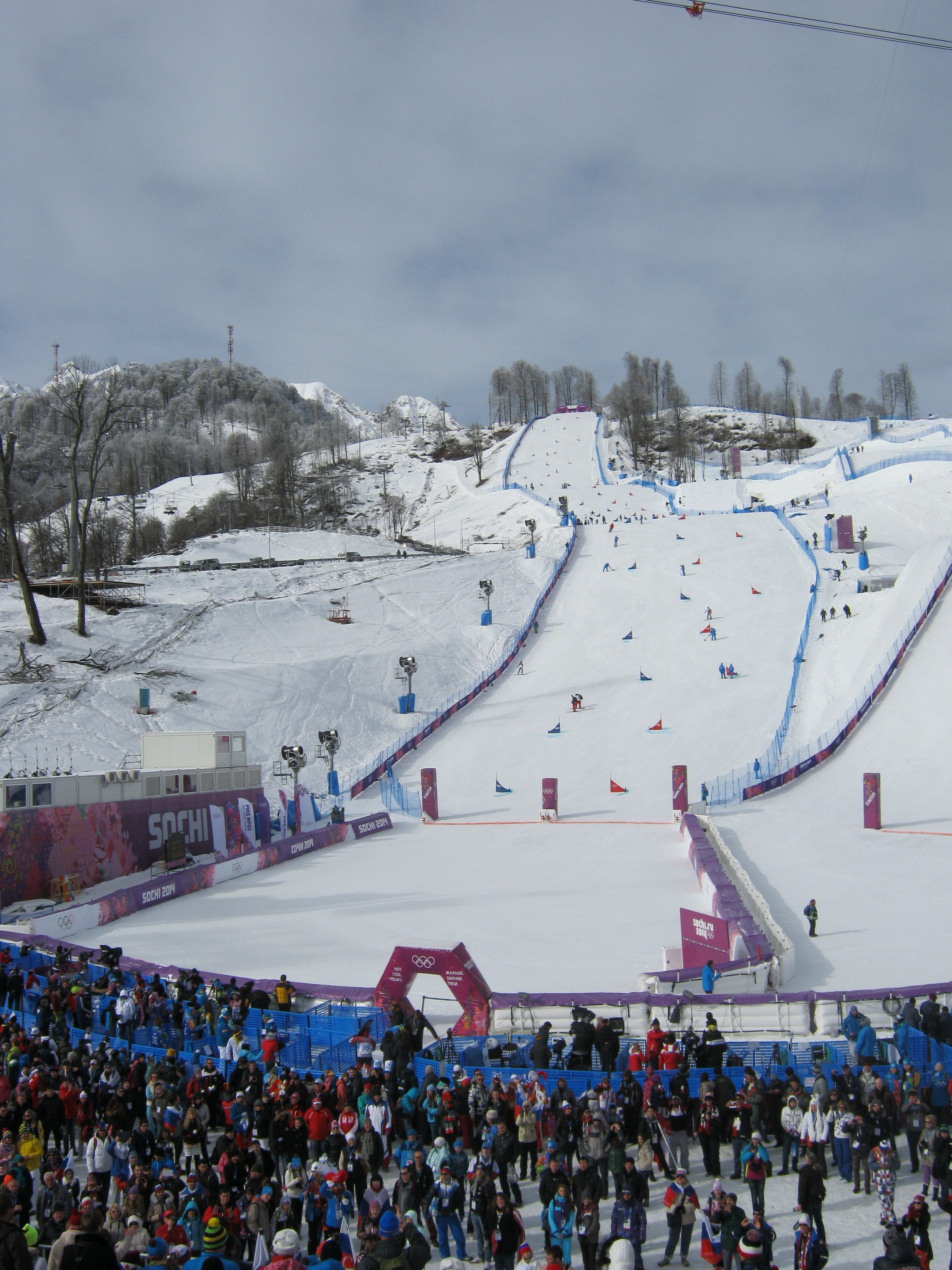
het Rosa Choetor Extreme Park

Het Rosa Choetor Extreme Park (Russisch: Роза Хутор) is een skipark in Krasnaja Poljana dat tijdens de Olympische Spelen van 2014 wordt gebruikt voor het freestyleskiën en snowboarden. Het park werd speciaal voor de Olympische Spelen gebouwd. Na de opening in 2012 is het onder meer gebruikt voor wereldbekerwedstrijden snowboarden van 14 tot 17 februari 2013.